# Talaveruela de la Vera
Taraveruela de la Vera este un oraș din Spania, situat în provincia Cáceres din comunitatea autonomă Extremadura. Are o populație de 378 de locuitori.